# William Gannaway Brownlow
William Gannaway "Parson" Brownlow, född 29 augusti 1805  i Wythe County, Virginia, död 29 april 1877 i Knoxville, Tennessee, var en amerikansk politiker, metodistpräst och publicist. Han var guvernör i delstaten Tennessee 1865-1869 och ledamot av USA:s senat 1869-1875.

## Biografi

### Präst och whigpolitiker
Brownlows eldfängda predikningar hjälpte att utöka metodismens inflytande i South Carolina, Georgia och Tennessee. Han inledde sin politiska karriär inom whigpartiet och kandiderade 1842 utan framgång till USA:s representanthus. USA:s president Millard Fillmore utnämnde Brownlow 1850 till Tennessee River Commission, en kommission som hade till syfte att främja båttrafiken längs Tennesseefloden.

### Tidningsman och förespråkare för knownothings
Brownlow grundade 1839 tidningen Tennessee Whig. I samband med att redaktionen 1849 flyttade till Knoxville, döpte han om tidningen till Knoxville Whig. I sina ledare förespråkade Brownlow whig-partiets politik, slaveri och metodism. Han var starkt emot invandring och sydstaternas utträde ur USA. Med tiden visade det sig omöjligt att både bevara slaveriet i sydstaterna och hålla ihop unionen. Brownlow, som själv ägde slavar, var till sist beredd att ge upp slaveriet om man på det sättet kunde ha USA kvar som ett land. Whig-partiet kollapsade på grund av slaverifrågan och Brownlow med sina invandrarfientliga åsikter blev en ledande förespråkare för knownothings. Han var också en ledande figur inom nykterhetsrörelsen.

### Amerikanska inbördeskriget
Östra Tennessee, där Brownlow var en betydande opinionsbildare, var emot Tennessees utträde ur USA. 69% av väljarna i delstatens östra delar var emot utträdet ur USA i folkomröstningen i juni 1861, medan 86% av väljarna i resten av delstaten var för utträdet. Efter utträdet attackerade Brownlow Amerikas konfedererade staters regering i sina ledare. Han var tvungen att upphöra sin verksamhet som publicist i oktober 1861 och flydde till Cades Cove i Great Smoky Mountains. Brownlow erbjöds fri lejd till unionens frontlinje men löftet höll inte. Han fängslades i Knoxville. Förhållandena var svåra för fångarna i Knoxville; de misshandlades och fick utstå svält. Efter att de konfedererade myndigheterna fick höra om fängelseförhållandena i Knoxville, frigavs Brownlow och många andra fångar. Brownlows hälsa blev aldrig helt densamma efter att ha varit fängslad. Han nådde unionens frontlinjer i mars 1862 och inledde en turné av nordstaterna för den unionistiska saken. General Ambrose E. Burnsides trupper ockuperade Knoxville 1863 och Brownlow fick ge ut sin tidning på nytt. Den här gången hette tidningen Knoxville Whig and Rebel Ventilator.

### Republikansk politiker under rekonstruktionstiden
Strax efter inbördeskriget valdes Brownlow till guvernör i Tennessee. Han omvaldes 1867 av en mycket större valmanskår som hade utökats med frigivna slavar. Han avgick 1869 som guvernör för att tillträda som senator för Tennessee. Han valdes till senator av delstatens lagstiftande församling som var den brukliga valmetoden på den tiden. Brownlow kandiderade inte till omval som senator. Han dog två år efter att ha lämnat senaten. Hans grav finns på Old Gray Cemetery i Knoxville.